# Salvo d’Antonio
Salvo d’Antonio (* nach 1461 in Messina; † vor Februar 1526 ebenda) war ein italienischer Maler der Frührenaissance auf Sizilien.

## Leben

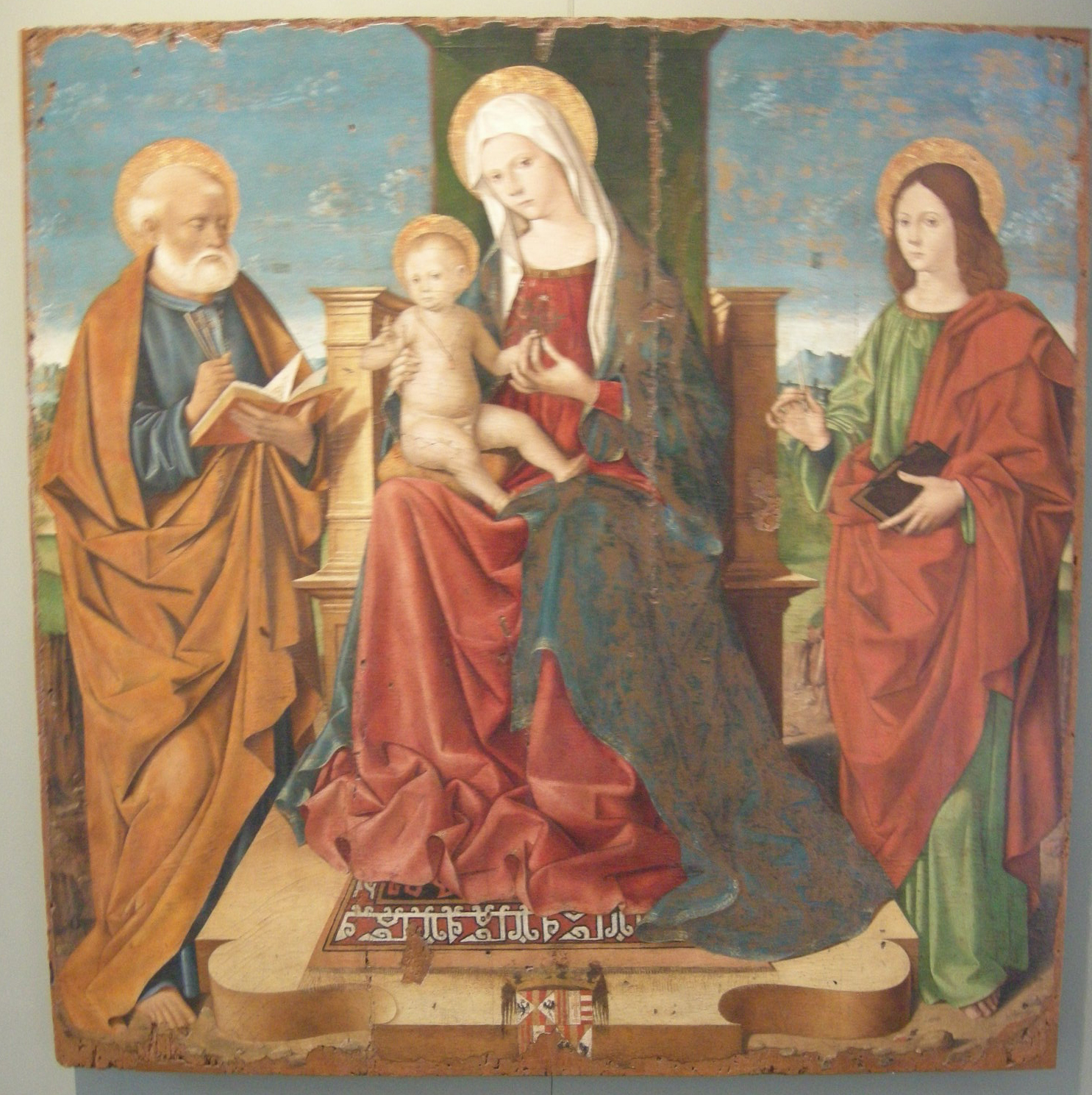
Madonna mit Kind

Salvo war der Sohn des Malers Giordano da Messina (gest. 1488), des Bruders des Antonello da Messina. Das älteste Dokument, in dem er erwähnt wurde, stammt laut Gioacchino Di Marzo vom 6. Dezember 1493. Zudem schreibt er, dass es sichere Nachweise seiner Existenz bis in das Jahr 1522 gäbe. Er gehörte der Werkstatt Antonellos an, hat aber eine zusätzliche Ausbildung auf dem Festland erhalten. Nach dem frühen Tod von Antonellos Sohn Jacopo di Antonello im Jahr 1482 übernahm zunächst Giordano da Messina den Familienbetrieb, den dann Salvo d’Antonio 1488 erbte und die Kunstproduktion erfolgreich im Stil seines Onkels Antonello fortführte, so dass Werke von seiner eigenen Hand nur selten zu identifizieren sind.
Einer seiner Schüler war Girolamo Alibrandi.

## Werk
- Museo Regionale di Messina: Tafelbild Madonna, Kind, Petrus und Johannes Evangelist
- Kathedrale von Messina, Sakristei der Kanoniker: „Marientod“ (signiert, Verbleib unbekannt)